# The Plough and the Stars
The Plough and the Stars és una pel·lícula estatunidenca dirigida per John Ford, estrenada el 1936 i que tracta sobre el començament de l'insurrecció armada, a Irlanda el 1916.

## Argument[1]
Una jove esposa irlandesa intenta viure tranquil·lament allunyada del caos polític. Però el seu marit, membre de l'IRA planeja un cop contra l'oficina de correus de Dublín. Relata la història d'un matrimoni absolutament implicat en la lluita per la independència d'Irlanda durant la fallida insurrecció de Pasqua de 1916.

## Repartiment
- Barbara Stanwyck: Nora Clitheroe
- Preston Foster: Jack Clitheroe
- Barry Fitzgerald: 'Fluther Good'
- Denis O'Dea: El jove Covey
- Eileen Crowe: Bessie Burgess
- Farad J. McCormick: Capità Brennan
- Una O'Connor: Maggie Gogan
- Arthur Shields: 'Padraic Pearse'
- Moroni Olsen: General Connally
- J.M. Kerrigan: Peter Flynn
- Bonita Granville: Mollser Gogan
- Erin O'Brien-Moore: Rosie Redmond
- Neil Fitzgerald: Tinent Langon
- Robert Homans: Timmy, el cambrer
- Brandon Hurst: Sergent Tinley
- Cyril McLaglen: Caporal Stoddard
- Wesley Barry: Tirador
- Arcy Corrigan: Sacerdot
- Mary Gordon, Doris Lloyd: Dones a les barricades

## Al voltant de la pel·lícula[2]
- Rodatge del 8 de juliol al 20 d'agost de 1936
- Cost de producció: 482 732 dòlars
- La RKO desitjava reproduir l'èxit d'El delator.
- Contràriament a la pel·lícula, l'obra de Sean O'Casey és poc favorable a la lluita armada.
- A Ford li hauria agradat Spencer Tracy al paper de Jack.
- Ford ha declarat que la RKO desitjava que Nora i Jack no estiguessin casats i ha fet tornar a rodar escenes en aquest sentit en la seva absència. Ford ha amenaçat de retirar el seu nom als crèdits.